# Anilocra elviae
Anilocra elviae es una especie de crustáceo isópodo marino del género Anilocra, familia Cymothoidae.
Fue descrita científicamente por Winfield, Álvarez & Ortiz en 2002.

## Distribución
Esta especie se encuentra en México.